# 小井川駅
小井川駅（こいかわえき）は、山梨県中央市上三條にある、東海旅客鉄道（JR東海）身延線の駅である。

## 歴史
- 1929年（昭和4年）8月15日：富士身延鉄道の小井川停留場（旅客駅）として開設[1][2]。
- 1938年（昭和13年）10月1日：鉄道省（国鉄の前身）が借上げ[1][2]。同時に小井川駅に昇格[2]。
- 1941年（昭和16年）5月1日：国有化、鉄道省身延線の駅となる[1]。
- 1987年（昭和62年）4月1日：国鉄分割民営化に伴い、東海旅客鉄道の駅となる[1][2]。
- 2025年（令和7年）10月1日：ICカード「TOICA」の利用が可能となる（予定）[3][4]。

## 駅構造
単式ホーム1面1線を有する地上駅である。線路は南から北に走る。ホームは線の東側にある。
南甲府駅管理の無人駅で駅舎は無く、建築物としてはホーム上の待合所とトイレのみである。自動券売機は設置されていないので当駅で切符を購入することは出来ない。
ワンマン運転列車に乗車する際は、指定乗車口から乗車し、整理券を受取る必要がある（車掌乗務列車は全乗車口から乗車可能）。
ホームから外へは常永方端から数段の階段が降りている。

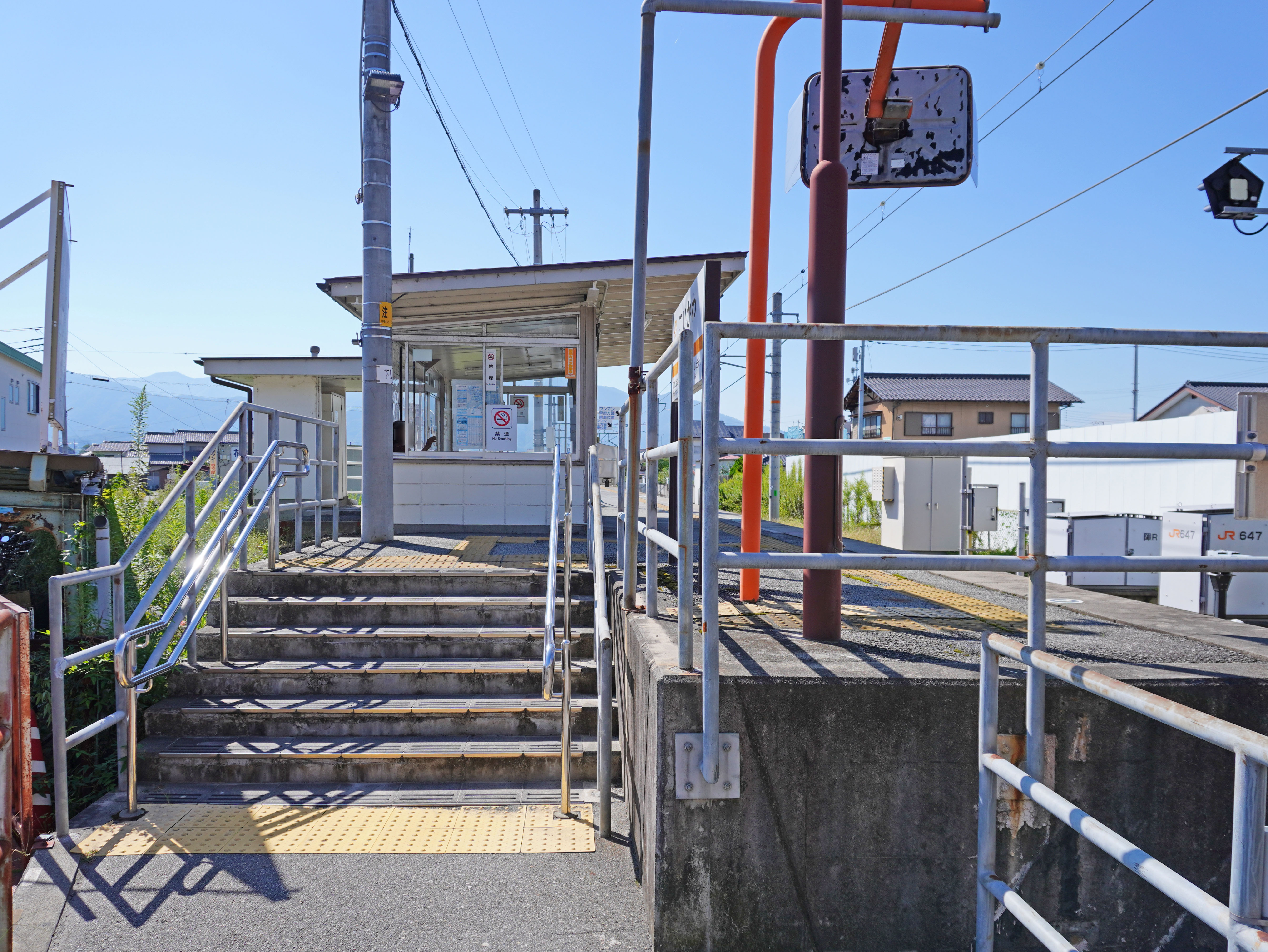
駅出入口（2022年10月）
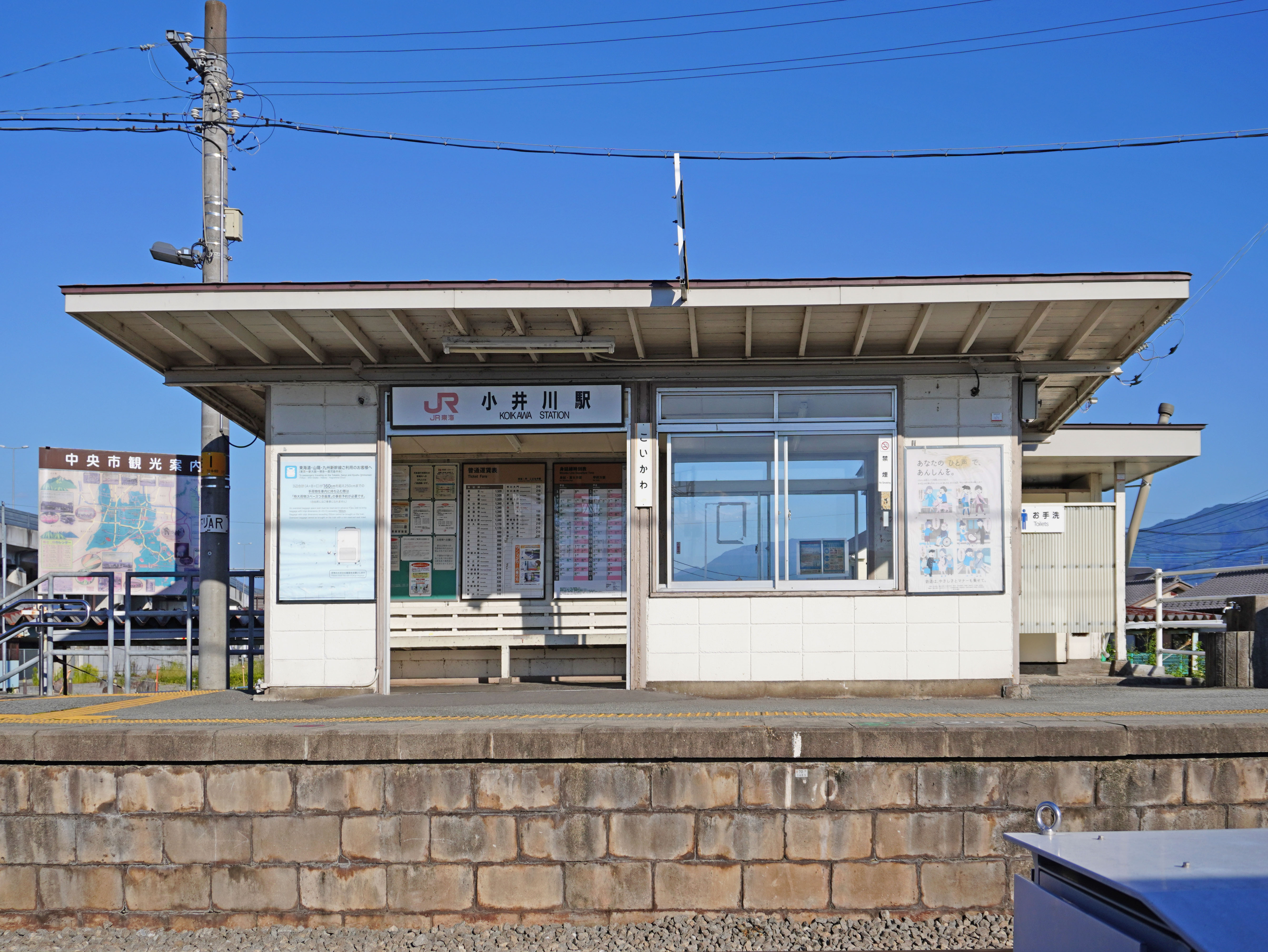
待合所とトイレ外観（2022年10月）
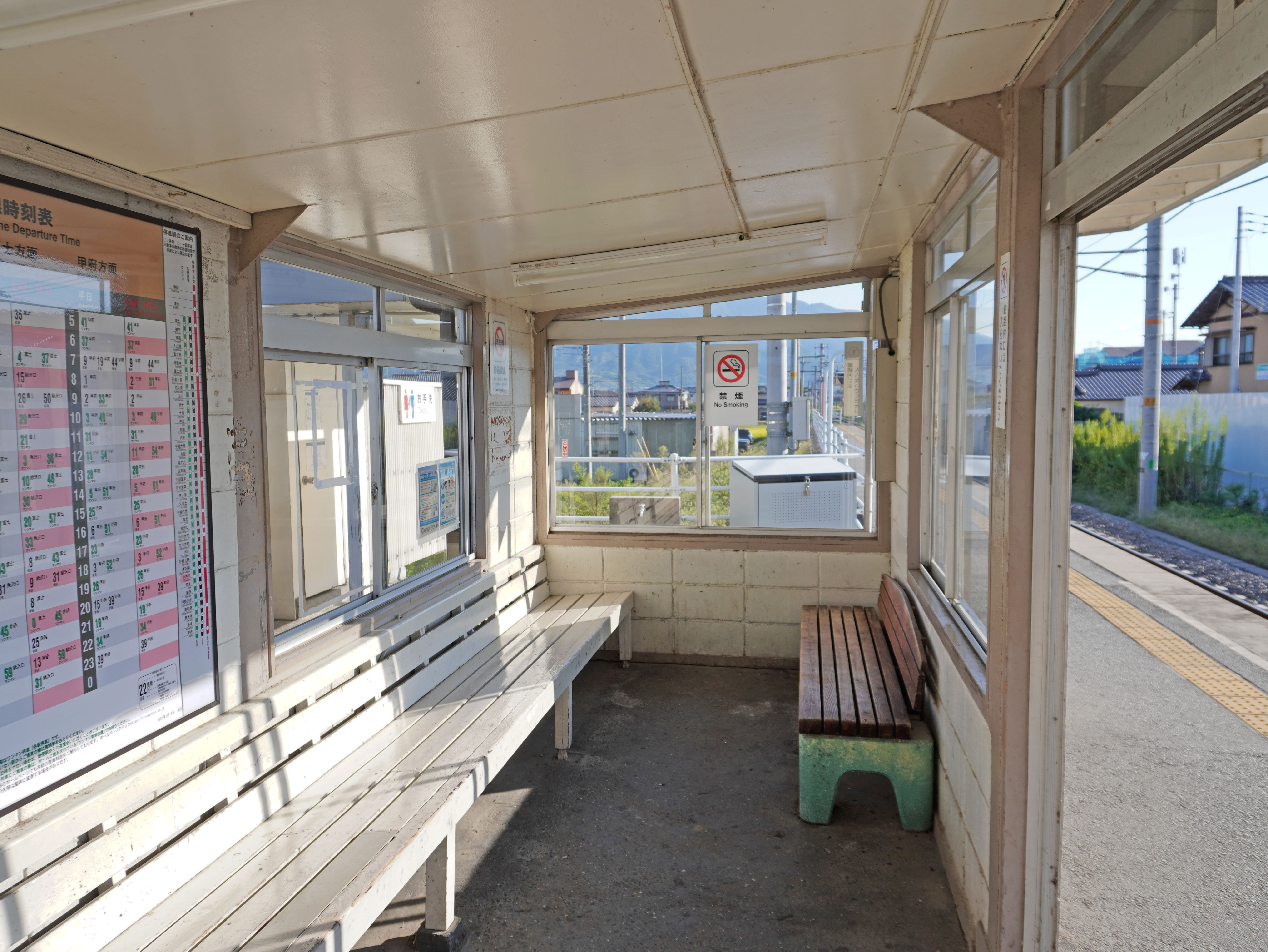
待合室（2022年10月）

## 利用状況
1日平均乗車人員は以下の通り。
| 乗車人員推移 | 乗車人員推移 |
| 年度         | 1日平均人数  |
| ------------ | ------------ |
| 2006         | 158          |
| 2007         | 156          |
| 2008         | 172          |
| 2009         | 178          |
| 2010         | 173          |
| 2011         | 169          |
| 2012         | 171          |
| 2013         | 185          |
| 2014         | 188          |
| 2015         | 204          |
| 2016         | 215          |
| 2017         | 222          |
| 2018         | 228          |

## 駅周辺

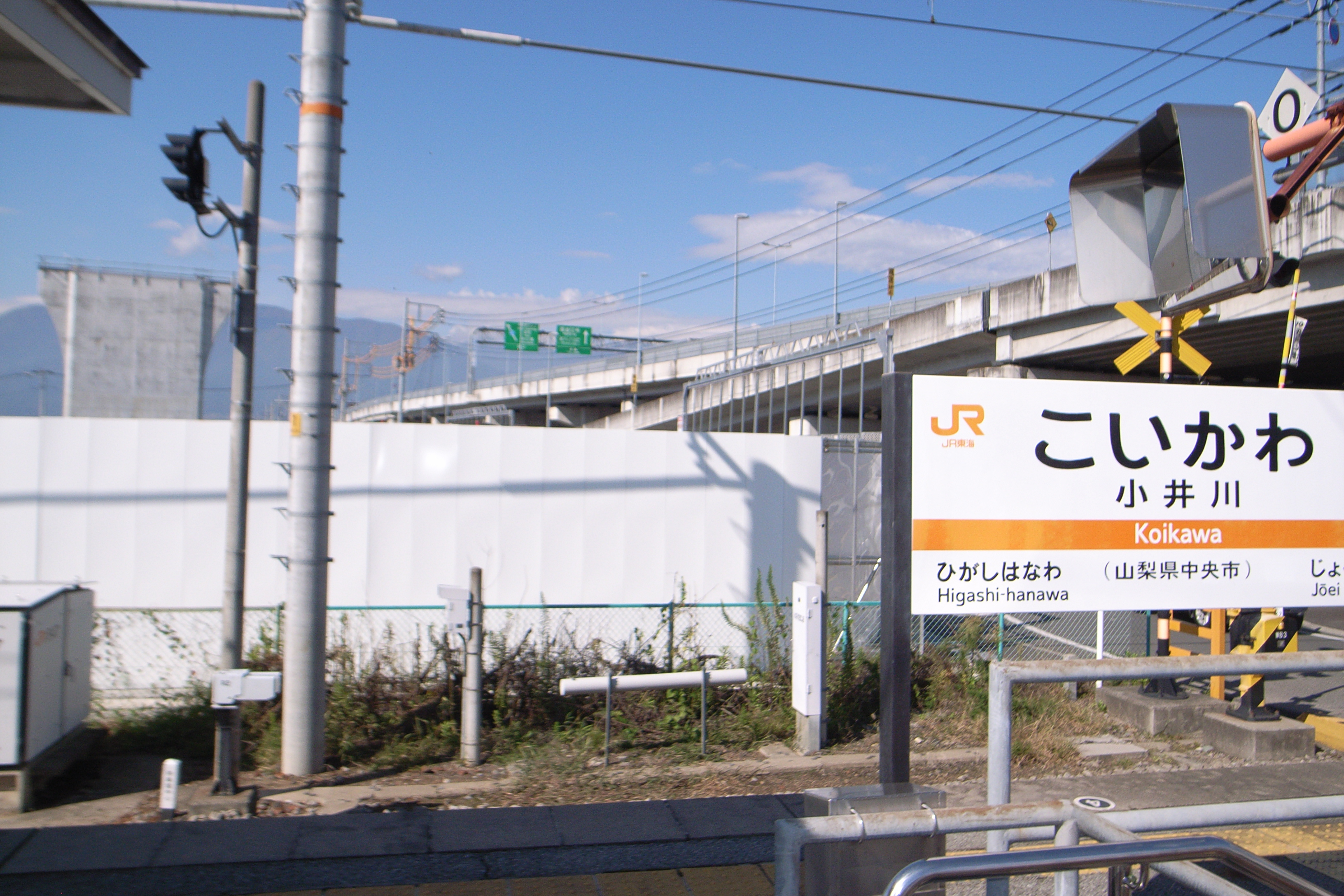
ホーム駅名標越しに見た建設中の中央新幹線高架橋（左奥）

駅東側には市営駐輪場の他、山梨県道路公社がパークアンドライドを推進するための駐車場が開設されている。
駅は中央新幹線と立体交差することになり、駅東西で高架橋工事が進められている。
駅周辺にも住宅は進出しているが、玉穂地域市街の中央にある中央市役所玉穂庁舎は当駅の東1km程の所にある。その間の周辺には、山梨大学医学部キャンパスと山梨大学医学部附属病院があり、当駅はその最寄り駅ともなっている。また、附属病院に隣接する形でイオンタウン山梨中央と玉穂下河東簡易郵便局もあるが、いずれも当駅からは徒歩20分程掛かるため、タクシーか中央市コミュニティバスを利用するのが便利である。
駅西側は、主に田園地帯が広がっているが、駅から西に向かい、県道3号線まで出ると、近くにセブンイレブン小井川駅入口店がある。
さらに、南西1km程の所には中央市役所田富庁舎や、田富郵便局等がある。
公共機関
- 山梨大学医学部キャンパス
- 山梨大学医学部附属病院
- 玉穂下河東簡易郵便局

主な店舗・施設
- イオンタウン山梨中央
  - ヤマダ電機山梨中央店（東へ車7分)
  - ユニクロ
  - 戸田書店山梨中央店

- 花輪タクシー　営業所
- 旅工房（旅行代理店）
- 紙ひこーき（美容院）
- ヘアーサロンえんどう（理髪店）

神社・仏閣
- 瑠璃光寺
- 法星院

## バス路線
駅前には中央市コミュニティバスしか入って来ない。しかし、駅を出て左に曲がり少し進むと、路線バスのバス停がある。
小井川駅
- 中央市コミュニティバス
  - 中央市役所本館 ※休日運休
  - シルクふれんどりぃ ※休日運休

小井川駅入口
- 山梨交通
  - 53：県立中央病院 / 鰍沢営業所 ※土休日運休

## 隣の駅
東海旅客鉄道（JR東海）
CC 身延線
東花輪駅 - 小井川駅 - 常永駅